# Phylloscopus hainanus
A Phylloscopus hainanus a verébalakúak (Passeriformes) rendjébe, ezen belül a füzikefélék (Phylloscopidae) családjába és a Phylloscopus nembe tartozó faj. 11 centiméter hosszú. A Hajnan-sziget erdőiben él. Többnyire rovarokkal táplálkozik. Sebezhető, mivel életterülete beszűkült, kis területen költ.

## Fordítás
- Ez a szócikk részben vagy egészben  a   Hainan leaf warbler című angol Wikipédia-szócikk fordításán alapul.  Az eredeti cikk szerkesztőit annak laptörténete sorolja fel. Ez a jelzés csupán a megfogalmazás eredetét és a szerzői jogokat jelzi, nem szolgál a cikkben szereplő információk forrásmegjelöléseként.